# 72e brigade de fusiliers motorisés
Pour les articles homonymes, voir 72e brigade.
La 72e brigade de fusiliers motorisés (en russe : 72-я мотострелковая бригада, abrégé 72 омсбр), de son nom complet la 72e brigade indépendante de fusiliers motorisés (en russe : 72-я отдельная мотострелковая бригада), numéro d'unité militaire 13637, est une unité des forces terrestres russes basée à Totskoïe, dans l'oblast d'Orenbourg.

## Historique
La 72e brigade est créée au printemps 2022. Le gouverneur de l'oblast de Penza, Oleg Melnichenko, annonce le recrutement de 60 volontaires de sa région le 5 août et révèle que la formation de la brigade aura lieu à Totskoïe. La brigade comprend le bataillon Alga, formé de Tatars de la Volga au Tatarstan, et le bataillon Molot du kraï de Perm.
L'unité est transférée en août 2022 sur le territoire ukrainien dans le cadre du 3e corps d'armée. En septembre 2022, lors de l'offensive ukrainienne dans l'oblast de Kherson, la brigade subit des pertes importantes, ses unités survivantes étant transférées dans la région de Kherson. Après le retrait des troupes russes de la ville, la 72e brigade est restaurée lors de la mobilisation russe de 2022 et ses hommes déployés pour participer à la campagne de l'Est de l'Ukraine.
L'unité est engagée dans la bataille de Vouhledar en février 2023. En mai, elle est engagée dans la bataille de Bakhmout, tenant des positions au sud de la ville. Elle est ensuite signalée par des blogueurs militaires soutenant le groupe Wagner le 15 mai, avant son repli au sud d'Ivanivske lors d'une contre-attaque ukrainienne vers Klichtchiïvka. Le 21 mai, la 3e brigade d'assaut ukrainienne signale plusieurs contre-attaques de la 72e brigade tentant de regagner ses positions perdues. Les retombées de la retraite de la brigade près de Bakhmout conduisent le chef du groupe Wagner, Evgueni Prigojine, à accuser ces soldats de désertion. Pour appuyer ses dires, Prigojine publie le 4 juin une vidéo de l'interrogatoire du commandant de la brigade, le lieutenant-colonel Roman Venevitine, où il l'accuse également d'avoir ouvert le feu sur les positions du groupe Wagner lors d'une escarmouche entre les deux unités,. Licencié de l'armée, Venevitine apparaît dans une vidéo le 8 juin dans lequel il affirme avoir été torturé par les mercenaires du groupe Wagner. Il dénonce également un vol de matériel militaire et des moqueries récurrentes des mercenaires envers les soldats de la 72e brigade.
Lors de la contre-offensive ukrainienne de 2023, la brigade demeure en place sur le flanc sud de la ville autour d'Andriïvka (uk) et de Klichtchiïvka. Le 15 septembre, la 3e brigade d'assaut ukrainienne déclare avoir « complètement détruit » la 72e brigade : le chef du renseignement, trois commandants de bataillon et presque tous les commandants de compagnie sont tués au combat, tandis que de nombreux officiers sont faits prisonniers,,,. Cependant, le 9 octobre, la 3e brigade d'assaut annonce la capture du commandant du bataillon Alga dans la même zone.